# Adam Buxton
Pour les articles homonymes, voir Buxton.
Adam Buxton, né le 7 juin 1969 à Londres, est un acteur et animateur de radio britannique.

## Biographie
Adam Buxton a fait ses études à la Westminster School, où il se lie d'amitié avec Joe Cornish, puis à l'université du Gloucestershire où il étudie la sculpture. Il se fait connaître grâce à son duo Adam and Joe formé avec Joe Cornish. Ils débutent à la télévision en 1996 dans The Adam and Joe Show, diffusé sur Channel 4, où ils réalisent divers sketches et parodies. Le show prend fin en 2001 et Buxton fait ensuite du stand-up.
En 2007, il joue dans les films Hot Fuzz et Stardust, le mystère de l'étoile et retrouve Joe Cornish pour l'émission radiophonique Adam and Joe sur BBC 6 Music. En 2008, il coréalise avec Garth Jennings les clips de deux singles de Radiohead : Jigsaw Falling Into Place et Nude. En 2012, il présente une nouvelle émission de radio sur BBC 6 Music avec Edith Bowman.
Il vit à Norwich avec sa femme Sarah et a trois enfants : deux fils, Frank et Natty, et une fille, Hope.

## Filmographie

### Cinéma
- 2007 : Le Fils de Rambow : le professeur de sciences
- 2007 : Hot Fuzz : Tim Messenger
- 2007 : Stardust, le mystère de l'étoile : Quintus
- 2019 : Alex, le destin d'un roi (The Kid Who Would Be King) de Joe Cornish : le guide à Stonehenge
- 2021 : The Sparks Brothers (documentaire) d'Edgar Wright : lui-même

### Télévision
- 2001 : Mon ami le fantôme (série télévisée, saison 2 épisode 2) : Barry
- 2006 : The IT Crowd (série télévisée, saison 1 épisode 5) : Bill Crouse
- 2008 : No Heroics (série télévisée, saison 1 épisode 6) : Jacob